# Radmila Savić
Radmila Savić, född den 8 mars 1961 i Belgrad, Jugoslavien, är en jugoslavisk handbollsspelare.
Hon tog OS-silver i damernas turnering i samband med de olympiska handbollstävlingarna 1980 i Moskva.